# Sinopé (lune)
Pour les articles homonymes, voir Sinopé.
Sinopé est un satellite naturel de Jupiter.

## Caractéristiques physiques
Sinopé est un petit satellite. En supposant qu'il possède un albédo de 0,04, similaire à d'autres satellites de Jupiter,, sa magnitude visuelle de 18,0 conduit à un diamètre moyen de 38 km.
Par calcul, la masse de Sinopé est estimée à environ 7,5 × 1016 kg.
Sinopé est rouge (indices de couleurs B-V=0,84, R-V=0,46), à la différence de Pasiphaé qui est gris. Son spectre infrarouge est similaire aux astéroïdes de type D, là encore différent de Pasiphaé, ce qui suggérerait une origine distincte.

## Orbite
Sinope orbite Jupiter sur une orbite rétrograde, très inclinée et fortement excentrique. Il est souvent mentionné comme membre du groupe de Pasiphaé, un groupe de satellites irréguliers et rétrogrades qui orbitent autour de Jupiter sur des demi-grands axes compris entre 22 800 000 et 24 100 000 km, des inclinaison de 144,5 à 158,3° par rapport à l'équateur de Jupiter,. Cependant, vu son inclinaison moyenne et sa couleur différente des autres membres du groupe, Sinopé pourrait être un objet indépendant, capturé par Jupiter et sans aucun rapport avec la collision à l'origine du groupe.
Sinopé est également en résonance orbitale avec Jupiter, de façon similaire à Pasiphaé. Cependant, Sinopé peut en sortir et possède des périodes de résonance et de non-résonance sur des échelles de 107 ans.

Diagramme illustrant l'orbite des satellites irréguliers de Jupiter. Le groupe de Pasiphaé est visible sur le centre-bas.
Diagramme illustrant l'inclinaison des membres du groupe de Pasiphaé en fonction du demi-grand axe.

## Historique

### Découverte
Sinopé fut découvert par Seth Barnes Nicholson à l'observatoire Lick le 21 juillet 1914.

### Dénomination
Sinopé porte le nom de Sinopé, personnage de la mythologie grecque ; Sinopé était une nymphe.
Sinopé ne reçut pas de nom officiel avant 1975, en même temps que huit autres satellites de Jupiter (le premier lot de satellites à avoir été officiellement nommé par l'Union astronomique internationale). Avant cela, Sinopé était simplement désigné par Jupiter IX. Il ne portait pas non plus de désignation provisoire, le système actuel n'ayant été mis en place qu'après sa désignation officielle.